# Girlfriend (Kの曲)
「Girlfriend」（ガールフレンド）は、2005年7月27日にリリースした韓国人歌手・Kの、日本で3枚目のシングル。

## 収録曲
1. Girlfriend
2. Play Another One
3. Just the Two of Us
4. Girlfriend（less vocal）